# 夏潮聯合會
夏潮聯合會，台灣左翼政治團體，起源於1976年成立的《夏潮》雜誌社；1987年5月17日，夏潮聯誼會成立；1990年，改名为夏潮聯合會，并向內政部登記為人民團體。其主張為反對英美干預中國，以反對台灣獨立、促進中國統一（左統）、政治民主、經濟平等、社會正義、鄉土關懷、文化提升等為宗旨。現以《海峽評論》為其發聲媒體。在政治之外，夏潮聯合會長期辦理台灣學生赴中國大陆留學事務。現任主席為莫那能。2019年11月9日，夏潮聯合會建立政党架构，并于2020年3月9日完成政党备案。

## 歷史
1976年2月28日，蘇慶黎創辦《夏潮》雜誌，集結了左翼中國民族主義立場的黨外運動人士。參與《夏潮》雜誌的人，隨後又創辦了《春風》、《大地》、《生活與環境》、《鼓聲》、《夏潮論壇》、《人間》等刊物。
1987年5月17日，《夏潮》雜誌社成立夏潮聯誼會，王拓任首任會長。同年，夏潮聯誼會成員參與創立工黨。
1990年，夏潮聯誼會改名夏潮聯合會，向中華民國內政部登記為人民團體。
1996年，夏潮聯合會成立夏潮基金會，定期舉辦台灣大學生冬夏令營及兩岸青年學生交流活動、贊助兩岸學術團體之學術研究、贊助中國大陸學人短期研訪等活動。
1999年，夏潮聯合會獲香港京港學術交流中心委託，成為「大陸高校（本科和研究所）面向港澳臺聯合招生考試」香港考區的統一報名窗口，負責安排台灣學生報考中國大陸大學的工作。
2014年4月26日，台北地檢署以夏潮聯合會違反《兩岸人民關係條例》替中國大陸大學在台灣宣傳，起訴夏潮聯合會負責人陳福裕，求處一年以下有期徒刑。4月28日，夏潮聯合會動員三十餘人至中華民國教育部前抗議，希望兩岸教育可以雙向交流。

## 衍生組織
夏潮的成員，1987年，創立工黨。1988年，創立中國統一聯盟。1989年，工黨內的夏潮派，脫離工黨，創立勞動黨。

## 宗旨
促进民族统一、政治民主、经济平等、社会正义、乡土关怀、文化提升。

## 著名成員
- 蘇慶黎，前《夏潮》杂志總編輯
- 莫那能，現任會長[1]
- 蓝博洲，前會長
- 陳福裕，前會長

## 外部連結
- 夏潮基金會粉絲專頁 （页面存档备份，存于）
- 夏潮聯合會－兩岸青年交流網
- 夏潮聯合會網站3.0版